# Aishah Sutherland
Aishah Gameela Sutherland (California, USA. 18 de agosto de 1990) es una jugadora de baloncesto de Norteamérica. Actualmente juega en Casademont Zaragoza en la liga femenina Endesa. 

## Biografía
Nació en California (USA), en 1990. Tiene pasaporte de Belice, y no ocupa plaza de extranjera. Cuenta con experiencia en diferentes ligas, y en la EuroCup.

## Palmarés
Formada en Kansas Jayhawks durante la universidad rozó el doble-doble en su último año en la NCAA (13,9 puntos y 8,9 rebotes). En 2012 saltó a Europa y por dos temporadas jugó en el Orvieto de la A1 italiana, alcanzando las dobles figuras (10,3 puntos y 10 rebotes). Al año siguiente pasó a la liga polaca de la mano del Polkowice (15,2 puntos y 8,1 rebotes) y en la temporada 2015/2016 al equipo KS JAS FBG Sosnowiec (también polaco), con cifras similares. En 2016/2017 recaló en el TTT Riga letón, debutando en EuroCup con 13,5 puntos y 7,1 rebotes, y proclamándose campeona de Liga. Para la temporada 2018/2019 primero pasó por la Liga de El Líbano, en el equipo AL- Riyadi Beirut, y después fue al Lointek Gernika Bizkaia la fichó. Posteriormente participó en dos equipos de Corea del Sur y posteriormente regresó a Europa, al Roche Vendée BC, y para la temporada 2019/2020 al Araski AES.
El 23 de noviembre de 2022, se incorpora al equipo femenino de Casademont Zaragoza, de la liga femenina Endesa. 

## Clubes
- 2012/2014 Orvieta (Italia).

- 2014/2015 Polkowice (Polonia).

- 2015/2016 KS JAS FBG Sosnowiec (Polonia).
- 2016/2017 TTT Riga (Letonia). Campeonas de Liga. EuroCup.
- 2017 (Verano) AL- Riyadi Beirut (Líbano).
- 2017/2018 Lointek Gernika (Bizkaia).
- 2018 Asan Woori Bank Wibee (Corea del Sur).
- 2018 Yongin Samsung Blueminx (Corea del Sur).
- 2019  Roche Vendée BC (Francia).
- 2019/2020 Araski AES (Vitoria).
- 2022/Actualmente Casademont Zaragoza